# Fowlerichthys radiosus
El ranisapo uniocelado es la especie Fowlerichthys radiosus, un pez marino de la familia de los antenáridos distribuido por el oeste del océano Atlántico, desde Nueva York hasta Cuba, así como la parte este del golfo de México.

## Anatomía
Son de tamaño muy pequeño, con una longitud máxima descrita de 7,6 cm, con un muy característico punto negro en la base de la aleta dorsal, que le da su nombre común.

## Hábitat y biología
Es un pez bentónico marino de aguas poco profundas, entre 20 y 275 metros de profundidad, que vive en aguas subtropicales al norte de la isla de Cuba; se ha descrito la presencia del dos adultos grandes en la isla de Madeira, al otro lado del Atlántico.

## Pesca
No es peligroso para los humanos pues no posee ningún tipo de veneno, aunque sólo es pescado en pesquerías de subsistencia y no suele encontrarse en los mercados.